# Thomas Bernstrand
Thomas Bernstrand, född 1965, är en svensk arkitekt och formgivare.
Thomas Bernstrand är utbildad på Konstfack och Konsthögskolan och har arbetat i egen regi sedan 1995. Han har bland annat formgett modulsystemet BOB, armaturen do swing, soffan Wembley och fåtöljen Villhem samt det kombinerade matbordet/snickarbänken Uddabo för Ikea. Bernstrand har utfört uppdrag för Droog Design, Cbi Design, Blå Station, Muuto, Nola industrier, Zero med flera. Han har bland annat uppmärksammas för konstprojektet Geoscope och Stranden i Rosenlundsparken. Thomas Bernstrand har mottagit Bruno Mathsson Priset 2010 och är tvåfaldig vinnare av Sköna Hems Årets Möbel. 